# بلدة أنتويرب (ميشيغان)
أنتويرب (بالإنجليزية: Antwerp Township, Michigan)‏ هي بلدة تقع بولاية ميشيغان في الولايات المتحدة. تبلغ مساحتها 90.9 (كم²)، وترتفع عن سطح البحر 241 م، بلغ عدد سكانها 10813 نسمة في عام تعداد الولايات المتحدة 2000 حسب إحصاء مكتب تعداد الولايات المتحدة وتصل الكثافة السكانية فيها 119.6 نسمة/كم2.

## وصلات خارجية
- - The US50 - Cities and Towns in Michigan State
- Michigan Cities and Towns, Facts, Map, Flag, Colleges, Government, and More